# Kenichi Ogata
Kenichi Ogata (緒方 賢一, Ogata Ken'ichi) est né le 29 mars 1942. Il est un Seiyū japonais né à Tagawa dans la préfecture de Fukuoka au Japon. 
Certains de ses projets les plus notables ont été Genma Saotome dans Ranma ½,Kita Kita Oyaji dans Mahōjin Guru Guru,le professeur Agasa dans Détective Conan,Hydargos dans Goldorak.
Le travail dans lequel il a exprimé la plupart des personnages était dans la série Super Robot Wars. Il avait l'habitude de travailler pour Aoni Production et travaille maintenant pour Production Baobab.